# Lijst van personen overleden aan de gevolgen van COVID-19
Dit is een chronologische lijst van slachtoffers van de gevolgen van COVID-19 met een artikel op de Nederlandstalige Wikipedia. Hieronder wordt verstaan personen die overleden zijn aan het SARS-CoV-2-virus tijdens de coronapandemie. Vanaf ongeveer augustus 2021 was er geen sprake meer van een pandemie omdat toen inmiddels een groot deel van de wereldbevolking gevaccineerd was of de infectie had doorgemaakt. De sterfgevallen daarna betreffen grotendeels mensen die zich niet hebben laten vaccineren.

## 2020

### Februari
| Naam        | Beschrijving | Nationaliteit        | Leeftijd | Geboortedatum | Overlijdensdatum | Foto |
| ----------- | ------------ | -------------------- | -------- | ------------- | ---------------- | ---- |
| Li Wenliang | oogarts      | Volksrepubliek China | 33       | 12-10-1986    | 07-02-2020       |      |

### Maart
| Naam                           | Beschrijving                             | Nationaliteit     | Leeftijd | Geboortedatum | Overlijdensdatum | Foto |
| ------------------------------ | ---------------------------------------- | ----------------- | -------- | ------------- | ---------------- | ---- |
| Lorenzo Sanz                   | zakenman en sportbestuurder              | Spanje            | 76       | 09-08-1943    | 21-03-2020       |      |
| Mike Longo                     | muzikant                                 | Verenigde Staten  | 83       | 19-03-1937    | 22-03-2020       |      |
| Lucia Bosè                     | actrice                                  | Italië Spanje     | 89       | 28-01-1931    | 23-03-2020       |      |
| Manu Dibango                   | muzikant                                 | Kameroen          | 86       | 12-12-1933    | 24-03-2020       |      |
| Terrence McNally               | toneelschrijver                          | Verenigde Staten  | 81       | 03-11-1938    | 24-03-2020       |      |
| Mark Blum                      | filmacteur                               | Verenigde Staten  | 69       | 14-05-1950    | 25-03-2020       |      |
| Harry Aarts                    | politicus                                | Nederland         | 90       | 09-03-1930    | 25-03-2020       |      |
| Kees Bakker                    | sportbestuurder                          | Nederland         | 76       | 26-10-1943    | 25-03-2020       |      |
| Jorge Sebá                     | diplomaat                                | Brazilië          | 60       | 1959 of 1960  | 25-03-2020       |      |
| Maria Teresa van Bourbon-Parma | lid van het adellijke huis Bourbon-Parma | Frankrijk Spanje  | 86       | 28-07-1933    | 26-03-2020       |      |
| Marijke Harberts               | auteur                                   | Nederland         | 84       | 01-11-1936    | 28-03-2020       |      |
| Patrick Devedjian              | politicus                                | Frankrijk         | 75       | 26-08-1944    | 29-03-2020       |      |
| Joachim Yhomby-Opango          | president van Congo-Brazzaville          | Congo-Brazzaville | 81       | 12-01-1939    | 30-03-2020       |      |
| Wallace Roney                  | jazzmuzikant                             | Verenigde Staten  | 59       | 25-05-1960    | 31-03-2020       |      |

### April
| Naam                       | Beschrijving                          | Nationaliteit       | Leeftijd | Geboortedatum | Overlijdensdatum | Foto |
| -------------------------- | ------------------------------------- | ------------------- | -------- | ------------- | ---------------- | ---- |
| Ellis Marsalis             | pianist                               | Verenigde Staten    | 85       | 14-11-1934    | 01-04-2020       |      |
| Bucky Pizzarelli           | gitarist                              | Verenigde Staten    | 94       | 09-01-1926    | 01-04-2020       |      |
| Adam Schlesinger           | muzikant                              | Verenigde Staten    | 52       | 01-10-1967    | 01-04-2020       |      |
| Goyo Benito                | voetballer                            | Spanje              | 73       | 21-10-1946    | 02-04-2020       |      |
| Juan Giménez               | striptekenaar                         | Argentinië          | 76       | 26-11-1943    | 02-04-2020       |      |
| Jan Veentjer               | hockeyer                              | Nederland           | 82       | 13-02-1938    | 02-04-2020       |      |
| Goyo Benito                | voetballer                            | Spanje              | 73       | 21-10-1946    | 02-04-2020       |      |
| Hans Prade                 | diplomaat                             | Suriname            | 81       | 23-07-1938    | 03-04-2020       |      |
| Marcel Moreau              | Franstalig schrijver                  | België              | 86       | 16-04-1933    | 04-04-2020       |      |
| Jay Benedict               | acteur                                | Verenigde Staten    | 68       | 11-04-1951    | 04-04-2020       |      |
| Philippe Bodson            | politicus, ondernemer en bestuurder   | België              | 75       | 02-11-1944    | 04-04-2020       |      |
| Lee Fierro                 | actrice                               | Verenigde Staten    | 91       | 13-02-1929    | 05-04-2020       |      |
| Mahmoud Jibril             | politicus                             | Libië               | 67       | 28-05-1952    | 05-04-2020       |      |
| Josep Maria Benet i Jornet | dramaturg en regisseur                | Spanje              | 79       | 20-06-1940    | 05-04-2020       |      |
| Roger Chappot              | ijshockeyer                           | Zwitserland         | 79       | 17-10-1940    | 07-04-2020       |      |
| Allen Garfield             | acteur                                | Verenigde Staten    | 80       | 22-11-1939    | 07-04-2020       |      |
| John Prine                 | zanger                                | Verenigde Staten    | 73       | 10-10-1946    | 07-04-2020       |      |
| Georges Trussart           | politicus                             | België              | 86       | 26-05-1933    | 08-04-2020       |      |
| Ing Yoe Tan                | politica                              | Nederland           | 71       | 18-04-1948    | 10-04-2020       |      |
| Frits Flinkevleugel        | voetballer                            | Nederland           | 80       | 03-11-1939    | 10-04-2020       |      |
| Bas Mulder                 | priester, sporter                     | Nederland, Suriname | 88       | 17-07-1931    | 10-04-2020       |      |
| John Conway                | wiskundige                            | Verenigd Koninkrijk | 82       | 26-12-1937    | 11-04-2020       |      |
| Kishen Bholasing           | muzikant                              | Suriname, Nederland | 35       | 03-08-1984    | 12-04-2020       |      |
| Sarah Maldoror             | 'moeder' van de pan-Afrikaanse cinema | Frankrijk           | 90       | 19-07-1929    | 13-04-2020       |      |
| Lee Konitz                 | jazzsaxofonist                        | Verenigde Staten    | 92       | 13-10-1927    | 15-04-2020       |      |
| Lambert Kreekels           | voetballer                            | Nederland           | 75       | 28-01-1945    | 15-04-2020       |      |
| Christophe                 | zanger                                | Frankrijk           | 74       | 13-10-1945    | 16-04-2020       |      |
| Martine Crefcoeur          | actrice                               | Nederland           | 84       | 23-05-1935    | 18-04-2020       |      |
| Bob Lazier                 | autocoureur                           | Verenigde Staten    | 81       | 22-12-1938    | 18-04-2020       |      |
| Leendert Houtekamer        | beeldhouwer                           | Nederland           | 63       | 11-9-1956     | 19-04-2020       |      |
| Heherson Alvarez           | politicus                             | Filipijnen          | 80       | 16-10-1939    | 20-04-2020       |      |
| Koos van den Berg          | politicus                             | Nederland           | 77       | 18-09-1942    | 21-04-2020       |      |
| Jacques Pellen             | gitarist                              | Frankrijk           | 63       | xx-03-1957    | 21-04-2020       |      |
| Bootsie Barnes             | saxofonist                            | Verenigde Staten    | 82       | 27-11-1937    | 22-04-2020       |      |
| Henk Overgoor              | voetballer                            | Nederland           | 75       | 30-04-1944    | 23-04-2020       |      |
| Ricardo Brennand           | zakenman                              | Brazilië            | 92       | 27-05-1927    | 25-04-2020       |      |
| Henri Kichka               | schrijver en Holocaustoverlevende     | België              | 94       | 14-04-1926    | 25-04-2020       |      |
| Henri Weber                | lid Europees Parlement                | Frankrijk           | 75       | 23-06-1944    | 26-04-2020       |      |

### Mei
| Naam                | Beschrijving                      | Nationaliteit               | Leeftijd | Geboortedatum | Overlijdensdatum | Foto |
| ------------------- | --------------------------------- | --------------------------- | -------- | ------------- | ---------------- | ---- |
| Ömer Döngeloğlu     | theoloog                          | Turkije                     | 51       | 01-06-1968    | 03-05-2020       |      |
| Dave Greenfield     | toetsenist (The Stranglers)       | Verenigd Koninkrijk         | 71       | 29-03-1949    | 03-05-2020       |      |
| Roy Horn            | illusionist (duo Siegfried & Roy) | Duitsland, Verenigde Staten | 75       | 03-10-1944    | 08-05-2020       |      |
| Hans Cohen          | microbioloog                      | Nederland                   | 97       | 03-02-1923    | 14-05-2020       |      |
| Hugo Ryckeboer      | dialectoloog                      | België                      | 84       | 26-07-1935    | 21-05-2020       |      |
| Robert M. Laughlin  | antropoloog                       | Verenigde Staten            | 86       | 1934          | 28-05-2020       |      |
| Célio Taveira Filho | voetballer                        | Brazilië                    | 79       | 16-10-1940    | 29-05-2020       |      |

### Juni
| Naam                        | Beschrijving                                 | Nationaliteit | Leeftijd | Geboortedatum | Overlijdensdatum | Foto |
| --------------------------- | -------------------------------------------- | ------------- | -------- | ------------- | ---------------- | ---- |
| Elsa Joubert                | schrijfster                                  | Zuid-Afrika   | 97       | 19-10-1922    | 14-06-2020       |      |
| Piñera Carvallo, Bernardino | bisschop                                     | Chili         | 104      | 22-05-1915    | 21-06-2020       |      |
| György Bálint               | agronoom, journalist, schrijver en politicus | Hongarije     | 100      | 28-07-1919    | 21-06-2020       |      |
| Ilija Petković              | voetballer                                   | Servië        | 74       | 22-09-1945    | 27-06-2020       |      |

### Juli
| Naam        | Beschrijving        | Nationaliteit    | Leeftijd | Geboortedatum | Overlijdensdatum | Foto |
| ----------- | ------------------- | ---------------- | -------- | ------------- | ---------------- | ---- |
| Herman Cain | zakenman, politicus | Verenigde Staten | 74       | 13-12-1945    | 30-07-2020       |      |

### Augustus
| Naam                 | Beschrijving                               | Nationaliteit    | Leeftijd | Geboortedatum | Overlijdensdatum | Foto |
| -------------------- | ------------------------------------------ | ---------------- | -------- | ------------- | ---------------- | ---- |
| Alfredo Lim          | politicus                                  | Filipijnen       | 90       | 21-12-1929    | 08-08-2020       |      |
| Sixto Brillantes jr. | advocaat                                   | Filipijnen       | 80       | 14-08-1939    | 11-08-2020       |      |
| Trini Lopez          | zanger                                     | Verenigde Staten | 83       | 15-05-1937    | 11-08-2020       |      |
| Vergillio Rebin      | politicus                                  | Suriname         | 31       | 4-06-1989     | 24-08-2020       |      |
| Oscar Cruz           | aartsbisschop van de Rooms-Katholieke Kerk | Filipijnen       | 85       | 17-10-1934    | 26-08-2020       |      |
| Dirk Mudge           | politicus                                  | Namibië          | 92       | 16-01-1928    | 26-08-2020       |      |
| Pranab Mukherjee     | voormalig president van India              | India            | 84       | 11-12-1935    | 31-08-2020       |      |

### September
| Naam              | Beschrijving        | Nationaliteit       | Leeftijd | Geboortedatum | Overlijdensdatum | Foto |
| ----------------- | ------------------- | ------------------- | -------- | ------------- | ---------------- | ---- |
| Jiří Menzel       | regisseur en acteur | Tsjechië            | 82       | 22-02-1938    | 05-09-2020       |      |
| Momčilo Krajišnik | politicus           | Servische Republiek | 75       | 20-01-1945    | 15-09-2020       |      |

### Oktober
| Naam               | Beschrijving              | Nationaliteit       | Leeftijd | Geboortedatum | Overlijdensdatum | Foto |
| ------------------ | ------------------------- | ------------------- | -------- | ------------- | ---------------- | ---- |
| Kenzo Takada       | modeontwerper             | Japan               | 81       | 27-02-1939    | 04-10-2020       |      |
| Yehoshua Kenaz     | romanschrijver            | Israël              | 83       | 2-3-1937      | 12-10-2020       |      |
| Fons Verplaetse    | gouverneur Nationale Bank | België              | 90       | 19-02-1930    | 15-10-2020       |      |
| Aniel Kienno       | organisator               | Nederland, Suriname | 46       | 04-01-1971    | 29-10-2020       |      |
| Amfilohije Radović | bisschop                  | Montenegro          | 82       | 07-01-1938    | 30-10-2020       |      |

### November
| Naam             | Beschrijving                    | Nationaliteit       | Leeftijd | Geboortedatum | Overlijdensdatum | Foto |
| ---------------- | ------------------------------- | ------------------- | -------- | ------------- | ---------------- | ---- |
| Joseph Reynaerts | zanger                          | België              | 65       | 24-07-1955    | 5-11-2020        |      |
| Marcel Nicaise   | politicus                       | België              | 91       | 18-05-1929    | 9-11-2020        |      |
| Jerry Rawlings   | president van Ghana             | Ghana               | 73       | 22-06-1947    | 12-11-2020       |      |
| Peter Sutcliffe  | seriemoordenaar                 | Verenigd Koninkrijk | 74       | 02-06-1946    | 13-11-2020       |      |
| Mary Wever-Laclé | politicus                       | Aruba               | 73       | 13-08-1947    | 14-11-2020       |      |
| Willy Kuijpers   | politicus                       | België              | 83       | 01-01-1937    | 17-11-2020       |      |
| Pim Doesburg     | voetballer                      | Nederland           | 77       | 28-10-1943    | 18-11-2020       |      |
| Rita Sarkisian   | vrouw van president van Armenië | Armenië             | 58       | 06-03-1962    | 20-11-2020       |      |
| Khalil El Moumni | imam                            | Marokko             | 79       | 01-07-1941    | 21-11-2020       |      |
| Guy Van Cauteren | tv-kok                          | België              | 70       | 08-05-1950    | 25-11-2020       |      |
| David Prowse     | acteur                          | Verenigd Koninkrijk | 85       | 01-06-1935    | 28-11-2020       |      |

### December
| Naam                     | Beschrijving                      | Nationaliteit       | Leeftijd | Geboortedatum | Overlijdensdatum | Foto |
| ------------------------ | --------------------------------- | ------------------- | -------- | ------------- | ---------------- | ---- |
| Arnie Robinson           | atleet                            | Verenigde Staten    | 73       | 07-04-1948    | 01-12-2020       |      |
| Aldo Moser               | wielrenner                        | Italië              | 86       | 07-02-1934    | 02-12-2020       |      |
| Valéry Giscard d'Estaing | voormalig president van Frankrijk | Frankrijk           | 94       | 02-02-1926    | 02-12-2020       |      |
| Waldemar Post            | illustrator en tekenaar           | Nederland           | 84       | 06-03-1936    | 03-12-2020       |      |
| Ron Mathewson            | muzikant                          | Verenigd Koninkrijk | 76       | 19-02-1944    | 03-12-2020       |      |
| Martin Ros               | uitgever                          | Nederland           | 83       | 02-01-1937    | 08-12-2020       |      |
| Harold Budd              | componist                         | Verenigde Staten    | 84       | 24-05-1936    | 08-12-2020       |      |
| Kim Ki-duk               | filmregisseur                     | Zuid-Korea          | 59       | 20-12-1960    | 11-12-2020       |      |
| Charley Pride            | countryzanger                     | Verenigde Staten    | 86       | 18-03-1934    | 12-12-2020       |      |
| Pierre Buyoya            | voormalig president van Burundi   | Burundi             | 71       | 24-11-1949    | 17-12-2020       |      |
| Bill Froberg             | honkballer                        | Verenigde Staten    | 63       | 07-11-1957    | 19-12-2020       |      |
| Bram van der Vlugt       | acteur                            | Nederland           | 86       | 28-05-1934    | 19-12-2020       |      |
| Kees van Lede            | ondernemer                        | Nederland           | 78       | 21-11-1942    | 22-12-2020       |      |
| Luke Letlow              | politicus                         | Verenigde Staten    | 41       | 06-12-1979    | 29-12-2020       |      |

## 2021

### Januari
| Naam                 | Beschrijving    | Nationaliteit    | Leeftijd | Geboortedatum | Overlijdensdatum | Foto |
| -------------------- | --------------- | ---------------- | -------- | ------------- | ---------------- | ---- |
| Paatje Phefferkorn   | vechtsporter    | Nederland        | 98       | 26-02-1922    | 01-01-2021       |      |
| Cléber Eduardo Arado | voetballer      | Brazilië         | 48       | 11-10-1972    | 02-01-2021       |      |
| Yvonne Brill         | schrijfster     | Nederland        | 78       | 19-06-1942    | 03-01-2021       |      |
| Joël Robert          | motorcrosser    | België           | 77       | 26-11-1943    | 13-01-2021       |      |
| Phil Spector         | muziekproducent | Verenigde Staten | 81       | 26-12-1939    | 16-01-2021       |      |
| Ot Louw              | filmmonteur     | Nederland        | 75       | 10-01-1946    | 21-01-2021       |      |
| Wambali Mkandawire   | zanger          | Malawi           | 68       | 10-07-1952    | 31-01-2021       |      |

### Februari
| Naam           | Beschrijving              | Nationaliteit       | Leeftijd | Geboortedatum | Overlijdensdatum | Foto |
| -------------- | ------------------------- | ------------------- | -------- | ------------- | ---------------- | ---- |
| Tom Moore      | militair en fondsenwerver | Verenigd Koninkrijk | 100      | 30-04-1920    | 02-02-2021       |      |
| Luc Versteylen | politicus                 | België              | 93       | 11-09-1927    | 10-02-2021       |      |
| Mauro Bellugi  | voetballer                | Italië              | 71       | 07-02-1950    | 20-02-2021       |      |

### Maart
| Naam           | Beschrijving | Nationaliteit | Leeftijd | Geboortedatum | Overlijdensdatum | Foto |
| -------------- | ------------ | ------------- | -------- | ------------- | ---------------- | ---- |
| Tatjana Lolova | actrice      | Bulgarije     | 87       | 10-02-1934    | 23-03-2021       |      |

### Mei
| Naam             | Beschrijving                  | Nationaliteit | Leeftijd | Geboortedatum | Overlijdensdatum | Foto |
| ---------------- | ----------------------------- | ------------- | -------- | ------------- | ---------------- | ---- |
| Rafael Albrecht  | voetballer                    | Argentinië    | 80       | 1941          | 03-05-2021       |      |
| Jos De Man       | advocaat, schrijver en acteur | België        | 87       | 1933          | 03-05-2021       |      |
| Marc Daniëls     | stripauteur                   | België        | 62       | 10-07-1959    | 10-05-2021       |      |
| Đorđe Marjanović | zanger                        | Servië        | 89       | 30-10-1931    | 15-05-2021       |      |

### Juni
| Naam             | Beschrijving | Nationaliteit | Leeftijd | Geboortedatum | Overlijdensdatum | Foto |
| ---------------- | ------------ | ------------- | -------- | ------------- | ---------------- | ---- |
| Marcos Ferrufino | voetballer   | Bolivia       | 58       | 25-4-1963     | 15-06-2021       |      |

### Juli
| Naam          | Beschrijving | Nationaliteit    | Leeftijd | Geboortedatum | Overlijdensdatum | Foto |
| ------------- | ------------ | ---------------- | -------- | ------------- | ---------------- | ---- |
| Sanford Clark | zanger       | Verenigde Staten | 85       | 24-10-1935    | 04-07-2021       |      |

### Augustus
| Naam                 | Beschrijving         | Nationaliteit    | Leeftijd | Geboortedatum | Overlijdensdatum | Foto |
| -------------------- | -------------------- | ---------------- | -------- | ------------- | ---------------- | ---- |
| Paul Johnson         | dj en producer       | Verenigde Staten | 50       | 11-01-1971    | 04-08-2021       |      |
| Jevgeni Svesjnikov** | schaker en schrijver | Rusland          | 71       | 11-02-1950    | 18-08-2021       |      |
| Sonny Chiba          | acteur               | Japan            | 82       | 23-01-1939    | 19-08-2021       |      |
| Hissène Habré        | dictator             | Tsjaad           | 79       | 13-08-1942    | 23-08-2021       |      |
| Vladimir Sjadrin     | ijshockeyer          | Rusland          | 73       | 06-06-1948    | 26-08-2021       |      |
| Maggie Mae           | zangeres             | Duitsland        | 61       | 13-05-1960    | 30-08-2021       |      |

### September
| Naam                        | Beschrijving | Nationaliteit | Leeftijd | Geboortedatum | Overlijdensdatum | Foto |
| --------------------------- | ------------ | ------------- | -------- | ------------- | ---------------- | ---- |
| Marina Tucaković            | politicus    | Servië        | 67       | 14-11-1953    | 19-09-2021       |      |
| Abdelkader Bensalah         | politicus    | Algerije      | 79       | 24-11-1941    | 22-09-2021       |      |
| Jorge Liberato Urosa Savino | kardinaal    | Venezuela     | 79       | 28-08-1942    | 23-09-2021       |      |
| José Freire Falcão          | kardinaal    | Brazilië      | 95       | 23-10-1925    | 26-09-2021       |      |
| Hayko                       | zanger       | Armenië       | 48       | 25-08-1973    | 29-08-2021       |      |

### Oktober
| Naam             | Beschrijving          | Nationaliteit    | Leeftijd | Geboortedatum | Overlijdensdatum | Foto |
| ---------------- | --------------------- | ---------------- | -------- | ------------- | ---------------- | ---- |
| Abdul Qadir Khan | atoomgeleerde         | Pakistan         | 85       | 01-04-1936    | 10-10-2021       |      |
| Colin Powell**** | militair en politicus | Verenigde Staten | 84       | 05-04-1937    | 18-10-2021       |      |

### November
| Naam               | Beschrijving                  | Nationaliteit | Leeftijd | Geboortedatum | Overlijdensdatum | Foto |
| ------------------ | ----------------------------- | ------------- | -------- | ------------- | ---------------- | ---- |
| Irene Lalji*       | advocate                      | Suriname      |          |               | 02-11-2021       |      |
| Aga Mikolaj        | zangeres                      | Polen         | 50       | 07-03-1971    | 11-11-2021       |      |
| Asongo Alalaparoe* | granman van het Trio-volk     | Suriname      | ca 79    | 1941/1942     | 21-11-2021       |      |
| Aleksandr Gradski  | zanger, muzikant en componist | Rusland       | 72       | 3-11-1949     | 28-11-2021       |      |

### December
| Naam               | Beschrijving                      | Nationaliteit      | Leeftijd | Geboortedatum | Overlijdensdatum | Foto |
| ------------------ | --------------------------------- | ------------------ | -------- | ------------- | ---------------- | ---- |
| Arie Ribbens       | zanger                            | Nederland          | 84       | 22-01-1937    | 3-12-2021        |      |
| Roy Ristie**       | presentator en politicus          | Nederland/Suriname | 68       | 22-10-1953    | 03-12-2021       |      |
| Wout Holverda      | voetballer                        | Nederland          | 63       | 22-04-1958    | 03-12-2021       |      |
| Frédéric Sinistra* | kickbokser                        | België             | 40       | 13-01-1981    | 15-12-2021       |      |
| Carlos Marín***    | zanger                            | Spanje             | 53       | 13-10-1968    | 19-12-2021       |      |
| Grichka Bogdanoff* | televisiepresentator en schrijver | Frankrijk          | 72       | 29-08-1949    | 28-12-2021       |      |
| Robin Fransman*    | politicoloog                      | Nederland          | 53       | 11-11-1968    | 28-12-2021       |      |
| Conny Conrad       | muzikant                          | Duitsland          | 63       | 11-09-1958    | 28-12-2021       |      |

## 2022

### Januari
| Naam                  | Beschrijving                            | Nationaliteit    | Leeftijd | Geboortedatum | Overlijdensdatum | Foto |
| --------------------- | --------------------------------------- | ---------------- | -------- | ------------- | ---------------- | ---- |
| Igor Bogdanoff*       | televisiepresentator en schrijver       | Frankrijk        | 72       | 29-08-1949    | 03-01-2022       |      |
| Anatoli Aljabjev      | Sovjet-Russisch biatleet                | Rusland          | 70       | 12-12-1951    | 11-01-2022       |      |
| Ricardo Bofill i Leví | architect                               | Spanje           | 82       | 05-12-1939    | 14-01-2022       |      |
| Meat Loaf*            | zanger                                  | Verenigde Staten | 74       | 27-09-1947    | 20-01-2022       |      |
| Olavo de Carvalho*    | onderwijshervormer, filosoof, schrijver | Brazilië         | 74       | 29-04-1947    | 24-01-2022       |      |
| Szilveszter Csollány  | turner                                  | Hongarije        | 79       | 13-04-1970    | 24-01-2022       |      |
| Fatma Girik*          | actrice en politicus                    | Turkije          | 79       | 12-12-1942    | 24-01-2022       |      |

### Februari
| Naam                              | Beschrijving | Nationaliteit | Leeftijd | Geboortedatum | Overlijdensdatum | Foto |
| --------------------------------- | ------------ | ------------- | -------- | ------------- | ---------------- | ---- |
| Francisco Raúl Villalobos Padilla | bisschop     | Mexico        | 101      | 01-02-1921    | 03-02-2022       |      |
| Lata Mangeshkar                   | zangeres     | India         | 92       | 28-09-1929    | 06-02-2022       |      |
| Marc Hamilton                     | zanger       | Canada        | 78       | 02-02-1944    | 17-02-2022       |      |
| Oleksandr Sydorenko               | zwemmer      | Oekraïne      | 61       | 27-05-1960    | 20-02-2022       |      |

### Maart
| Naam            | Beschrijving  | Nationaliteit    | Leeftijd | Geboortedatum | Overlijdensdatum | Foto |
| --------------- | ------------- | ---------------- | -------- | ------------- | ---------------- | ---- |
| Isao Suzuki     | contrabassist | Japan            | 89       | 02-01-1933    | 08-03-2022       |      |
| Stephen Wilhite | informaticus  | Verenigde Staten | 74       | 03-03-1948    | 14-03-2022       |      |

### April
| Naam                 | Beschrijving | Nationaliteit | Leeftijd | Geboortedatum | Overlijdensdatum | Foto |
| -------------------- | ------------ | ------------- | -------- | ------------- | ---------------- | ---- |
| Vladimir Zjirinovski | politicus    | Rusland       | 75       | 25-04-1946    | 06-04-2022       |      |

### Mei
| Naam                    | Beschrijving | Nationaliteit    | Leeftijd | Geboortedatum | Overlijdensdatum | Foto |  |
| ----------------------- | ------------ | ---------------- | -------- | ------------- | ---------------- | ---- |  |
| Charles Siebert         | acteur       | Verenigde Staten | 84       | 09-03-1938    | 01-05-2022       |      |  |
| Stanislaw Sjoesjkevitsj | politicus    | Wit-Rusland      | 87       | 15-12-1943    | 03-05-2022       |      |  |
| Vangelis                | componist    | Griekenland      | 79       | 29-03-1943    | 17-05-2022       |      |  |
| Angelo Sodano           | kardinaal    | Italië           | 92       | 23-11-1927    | 27-05-2022       |      |  |

### Juli
| Naam        | Beschrijving | Nationaliteit    | Leeftijd | Geboortedatum | Overlijdensdatum | Foto |
| ----------- | ------------ | ---------------- | -------- | ------------- | ---------------- | ---- |
| Sy Johnson  | jazzpianist  | Verenigde Staten | 92       | 15-04-1930    | 26-07-2022       |      |
| Fidel Ramos | politicus    | Filipijnen       | 94       | 18-03-1928    | 31-07-2022       |      |

### September
| Naam          | Beschrijving | Nationaliteit | Leeftijd | Geboortedatum | Overlijdensdatum | Foto |
| ------------- | ------------ | ------------- | -------- | ------------- | ---------------- | ---- |
| Javier Marías | schrijver    | Spanje        | 70       | 20-09-1951    | 11-09-2022       |      |

### December
| Naam          | Beschrijving | Nationaliteit | Leeftijd | Geboortedatum | Overlijdensdatum | Foto |
| ------------- | ------------ | ------------- | -------- | ------------- | ---------------- | ---- |
| Bart de Vries | acteur       | Nederland     | 57       | 29-12-1964    | 06-12-2022       |      |
| Linda de Suza | zangeres     | Portugal      | 74       | 22-02-1948    | 28-12-2022       |      |

## Uitleg
* = wilde zich niet laten vaccineren

** = kon zich niet laten vaccineren door gezondheidsproblemen

*** = had kort voordat hij ziek werd een dosis van het Janssen-vaccin gekregen

*** = volledig gevaccineerd maar leed aan een kankervorm waardoor niet voldoende immuniteit kon worden opgebouwd.